# Новиковська сільська рада (Бійський район)
Но́виковська сільська рада (рос. Новиковский сельский совет) — сільське поселення у складі Бійського району Алтайського краю Росії.
Адміністративний центр — село Новиково.

## Населення
Населення — 1320 осіб (2019; 1545 в 2010, 1745 у 2002).

## Склад
До складу сільської ради входять:
| Населений пункт          | Населення, осіб (2002) | Населення, осіб (2010) |
| ------------------------ | ---------------------- | ---------------------- |
| Бехтемір-Аникіно, селище | 166                    | 128                    |
| Новиково, село           | 1367                   | 1233                   |
| Промишленний, селище     | 212                    | 184                    |